# Embalenhle
Embalenhle è un centro abitato del Sudafrica, situato nella provincia di Mpumalanga.